# Die Tier-Docs! Pfotenhelden mit Herz
Die Tier-Docs! Pfotenhelden mit Herz ist eine deutschsprachige Doku-Soap, die ab dem 16. Oktober montags bis freitags um 16:00 Uhr auf Sat.1 ausgestrahlt wird. In der Sendung sollen Tierärzte in ihrem Berufsalltag begleitet werden.

## Geschichte
Sat.1 hat am 2. Oktober 2023 in einer Pressemitteilung bekannt gegeben, dass die Sendung ab dem 16. Oktober 2023 das quotenschwache Format Volles Haus! Sat.1 Live um 16:00 Uhr ersetzen soll.